# Botswana Prison Service
Il Botswana Prison Service (BPS) sono la forza dell'ordine del Botswana che si occupa della gestione delle carceri.

## Carceri
- Kanye Prison (Kanye)
- Letlhakane Prison (Letlhakane)
- Lobatse Prison (Lobatse)
- Machaneng Prison (Machaneng)
- Mahalapye Prison (Mahalapye)
- Molepolole Prison (Molepolole)
- Selebi Phikwe Prison (Selebi-Phikwe)
- Serowe New Prison (Serowe)
- Tsabong Prison (Tshabong)
- Boys Prison